# Ivar Braço Longo
Ivar Braço Longo (Ivar Vidfamne) foi um rei lendário dos Suíones no século VII, originário da Escânia, então território dinamarquês.
Está referido na Saga dos Inglingos do historiador islandês Snorri Sturluson do século XIII, assim como em outras sagas islandesas, como por exemplo a Saga de Hervör do século XIII, mas não na Feitos dos Danos do historiador dinamarquês Saxão Gramático do século XIII.
Conquistou o Domínio dos Suíones (Sveaväldet), depois de derrubar Ingoldo, o Malfeitor (Ingjald illråde), último rei da Casa dos Inglingos. Iniciou assim a Casa de Ivar Braço Longo. Segundo a lenda, não comprovada, Ivar reinou não só sobre a Suécia, mas também sobre a Dinamarca e Noruega, além da Saxónia na Germânia, Nortúmbria na Inglaterra, Finlândia, Letónia, Estónia e Novgorod na Rússia. Teria morrido afogado ao cair à água durante uma expedição guerreira à Russia.